# Шуджа уд-Дин Мухаммад-хан
Шуджа-уд-Дин Мухаммад-хан (бенг. সুজাউদ্দীন মুহম্মদ খান; ок. 1670 — 26 августа 1739) — второй наваб Бенгалии, Бихара и Ориссы (1 июля 1727 — 26 августа 1739). После смерти своего тестя Муршида Кули-хана 30 июня 1727 года Шуджа-уд-Дин Мухаммад-хан вступил на бенгальский престол.

## Ранняя жизнь
Родился около 1670 года в Бурханпуре как Мирза Шуджа уд-Дин Мухаммад-хан (Мирза Деккани). Сын Наваба Джана Мухаммад-хана (Мирзы Нур уд-Дина Мухаммада). В 1719 году он был назначен субадаром (губернатором) провинции Ориссы (Одиши). В июле 1727 года Шуджа-уд-Дин унаследовал титул наваба Бенгалии. В 1731 году он также был назначен субадаром (наместником) провинции Бихар. Титул субадара был ему пожалован императором Великих Моголов.

## Путь к власти
В отсутствие прямого наследника первый наваб Бенгалии Муршид Кули-хан своим наследником своего внука Сарфараз-хана, старшего сына Шуджи-уд-Дина Мухаммад-хана. Муршид Кули-хан скончался 30 июня 1727 года, и Сарфараз-хан должен был вступил на престол наваба Бенгалии.
В это время Шуджа уд-Дин занимал должность субадара Ориссы (Одиши), а его заместителем (наибом) был Аливарди-хан. Муршид Кули-хан не был в целом доволен инклюзивной и дружественной к людям политикой Шуджи уд-Дина. Соответственно, когда Сарфараз-хан был объявлен наследником, Шуджа уд-Дин был встревожен мыслью о том, что должен будет подчиняться своему сыну. Аливарди-хан и его брат Хаджи Ахмед убедили Шуджу уд-Дина, что он сам больше подходит для этой должности. При поддержке братьев Аливарди и Хаджи Шуджа-уд-Дин начал готовиться к захвату власти в Бенгалии. Он получил поддержку от императора Великих Моголов, Мухаммад-шаха, который был готов ему помочь. Шуджа уд-Дин во главе большой армии двинулся к Муршидабаду, столице Бенгалии. Чтобы избежать конфликта в семье, Насири Бану Бегум, вдова Муршида Кули-хана вмешалась. Её зять Шуджа-уд-Дин Мухаммад-хан вступил на престол (мансад) Бенгалии после того, как его сын Сарфараз-хан отказался от власти в пользу своего отца. К августу 1727 года Шуджа-уд-Дин Мухаммад-хан был официально вторым навабом Бенгалии.
В знак благодарности за поддержку он направил огромную сумму денег из своих доходов императору Моголов Мухаммад-шаху, который пожаловал первому титулы: Мотамул уль-Мулька (Хранитель страны), Шуджа уд-Даула (Герой государства) и Асад Джан (Лев на войне), установив дипломатические связи. Он также получил мансаб Хафт-Хазари с 7 000 солдат, а также украшенный бахромой паланкин вместе со знаками отличия ордена махи и халат, состоявший из шести кусков одежды, драгоценных камней, украшенного драгоценными камнями меча и королевского слона с лошадью.

## Правление
Шуджа уд-Дин Мухаммад-хан был известен как храбрый, либеральный и великодушный человек. Единственным фактором, который шёл против него с точки зрения наличия долгого правила, был его возраст.

### Администрирование
Siyar-ul-Mutakherin упоминает, что в частных спорах между людьми он никому не доверял, но, посылая за сторонами, он терпеливо и неторопливо выслушивал рассказ каждого и с большим здравомыслием делал свое заключение, а произнося указ, заставлял его исполняться с точностью.
Шуджа-уд-Дин ненавидел высокомерную политику своего тестя Муршида Кули-хана и немедленно изменил её (в целом). Его ненависть была настолько сильна, что он даже продал все имущество Муршида Кули-хана на аукционе его заклятым врагам-индусским заминдарам. Этим актом он собрал четыре миллиона рупий. Он приказал казнить Назира Ахмада и Мурада Фарраша, подчиненных Муршида Кули-хана, которые славились своим высокомерием, и конфисковать их имущество. Он снес большую часть зданий, построенных Муршидом Кули-ханом, и построил на их месте более новые и крупные сооружения. Он позволял расти и процветать своим подчиненным, которые уважали его и оказывали ему самые верные услуги взамен.

### Перераспределение административных районов
В 1733 году Шуджа-уд-Дин объединил провинцию Бихар с Бенгалией и разделил объединённую территорию на четыре административных подразделения, а также внес следующие изменения в административные должности:
1. Старший сын, Сарфараз-хан: назим (диван) Бенгальской субы
2. Младший сын, Мухаммад Таки: наиб (заместитель) субадар Одиши
3. Младший зять, Мирза Лютфулла: наиб (заместитель) назим Дакки
4. Хаджи Ахмед (брат Аливарди-хана): главный советник
5. Навазиш Мухаммад-хан: Мир Бакши (главный казначей)
6. Саид Ахмед-хан: фаудждар Рангпура
7. Зейн уд-Дин Ахмед-хан: фаудждар Раджмахала
8. Пир-хан: фаудждар Хугли
К концу его правления необходимо было произвести крупные перестановки в позициях. Они были очень важны в контексте грядущих времен.
1. Аливарди-хан: наиб субадар Азимабада (Патны)
2. Старший сын, Сарфараз-хан: Наиб (заместитель) субадар Дакки
3. Младший зять, Мирза Лутфулла: наиб (заместитель) субадар Ориссы.

## Облегчение доходов и урегулирование

### Отношение к индуистским заминдарам
Siyar-ul-Mutakherin также упоминает, что его справедливость была не менее заметна по отношению к заминдарам и другим землевладельцам Бенгалии. Эти лица, находящиеся в правление Муршид Кули-хана, по большей части содержались в заключении и подвергались таким разнообразным пыткам, что было бы жаль тратить бумагу и чернила на их описание. Шуджа, утвердившись у власти, освободил тех из заминдаров и других землевладельцев, которых он посчитал свободными от преступлений или мошенничества. Что же касается остальных, то он приказал привести их всех к себе и встать кругом вокруг своей персоны. Сделав это, он спросил их, как они будут вести себя в будущем, если он освободит их. Эти бедные люди, которые в течение многих лет томились в темницах, удивленные таким обращением, разразились похвалами его доброте и, умоляя Небо даровать ему долгое и процветающее правительство, обещали, что впредь они будут исправно платить подати и окажутся послушными и покорными слугами. Они дали письменные обязательства. Теперь Шуджа уд-Дин послал за несколькими богатыми нарядами для каждого в соответствии с его рангом и положением, так что в этом собрании не было ни одного, кто не получил бы подобающего подарка. По окончании этой церемонии все они были отпущены с предписанием впредь передавать доходы через банкира Джагата Сета.

### Расчет доходов
Таким образом, помимо прибыли от джагиров и пошлин на мануфактуры и фабрики, наваб Бенгалии Шуджа уд-Дин легко собрал один крор и пятьдесят лакхов (пятнадцать миллионов) рупий, которые он перевел в императорскую казну через банк Джагата Сета. Продав по баснословным ценам заминдарам часть имущества наваба Муршида Кули-хана, он послал ещё сорок лакхов (четыре миллиона) рупий, кроме слонов, падишаху Великих Моголов Мухаммад-шаху. И после того, как был составлен абстрактный баланс годовых счетов, он перечислил в императорскую столицу оговоренную ежегодную дань Низамата, помимо императорского дохода.

### Процветание и общественное благосостояние
Шуджа-уд-Дин Мухаммад-хан унаследовал (от Муршида Кули-хана) полную сокровищницу. Он ещё больше увеличил его и щедро потратил на общественное благосостояние. Он превзошёл своих предшественников по должности в атрибутике королевской власти и вооружении, и хотя его расцвет жизни прошёл, он не презирал удовольствия жизни. Демонтировав общественные здания, возведенные его тестем Муршидом Кули-ханом, так как они казались ему слишком маленькими в соответствии с его высокими идеалами, он построил вместо них большой и просторный дворец, арсенал, высокие ворота, двор доходов, публичный зал аудиенций, личный кабинет, будуар для дам, приемный зал, казначейский двор и суд правосудия.
Назир Ахмад (чиновник Муршида Кули-хана) заложил фундамент мечети с садом на берегу реки Бхагиратхи. Шуджа уд-Дин, казнив его, закончил строительство мечети и сада и назвал их в свою честь. Он со вкусом украсил сад, построив в нём грандиозные дворцы с водоемами, каналами и многочисленными фонтанами. Это был великолепный сад, по сравнению с которым весенние дома Кашмира бледнели, как увядающие осенние сады. Шуджа уд-Дин часто приезжал на прогулки и пикники в этот райский сад, устраивал там увеселительные вечера и другие развлечения. Каждый год в этом прекрасном саду он устраивал государственный банкет для образованной части своих чиновников.

### Первая ссора с Британской Ост-Индской компанией
Новый фаудждар Хугли, Пир-хан (Шуджа-Кули-хан), начал притеснения и поборы. Порт Хугли из-за его бездействия был разорен, и он начал ссориться с европейскими купцами. Под предлогом взимания таможенных пошлин императорской таможни он вступил во враждебные отношения с англичанами, голландцами и французами и обложил их налогами. Говорят, что однажды во время разгрузки с английских судов тюков шелка и хлопка он приказал их конфисковать. В ответ английские солдаты, выступавшие из Калькутты, подошли к Хугли. Пир-хан вынужден был отдать конфискованный товар. Пир-хан, сообщив о случившемся навабу Шудже уд-Дауле, блокировал английские форты Касимбазар и Калькутту, он довел их до крайности. Начальник английской фактории в Касимбазаре был вынужден вследствие этого заключить мир, согласившись заплатить навабу три лакха (триста тысяч) рупий. Начальник английской фактории в Калькутте взял деньги у банкиров Кулькутты и передал их в Муршидабад.

### Личность

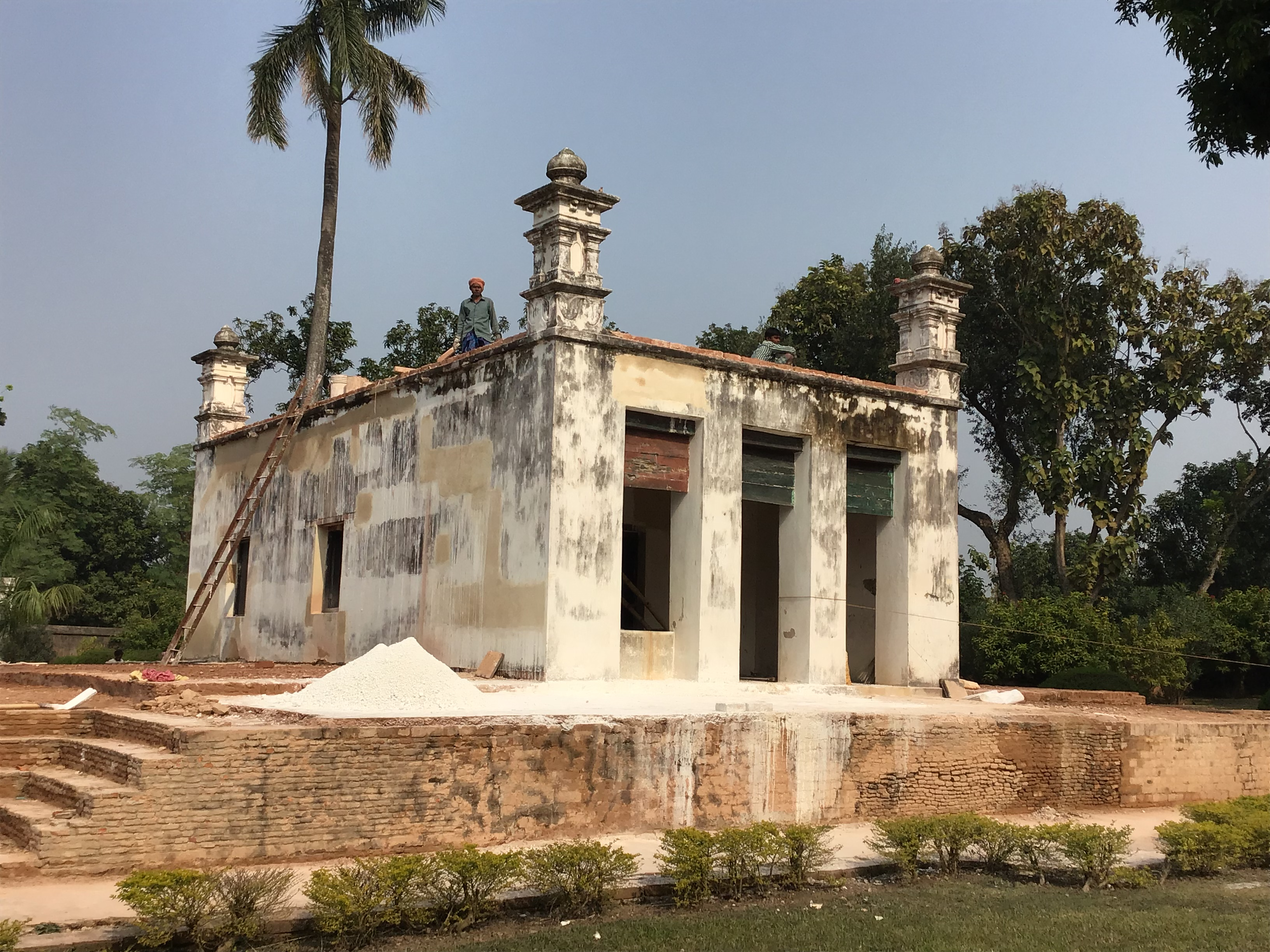
Мавзолей Шуджи уд-Дина в Рошнибаге

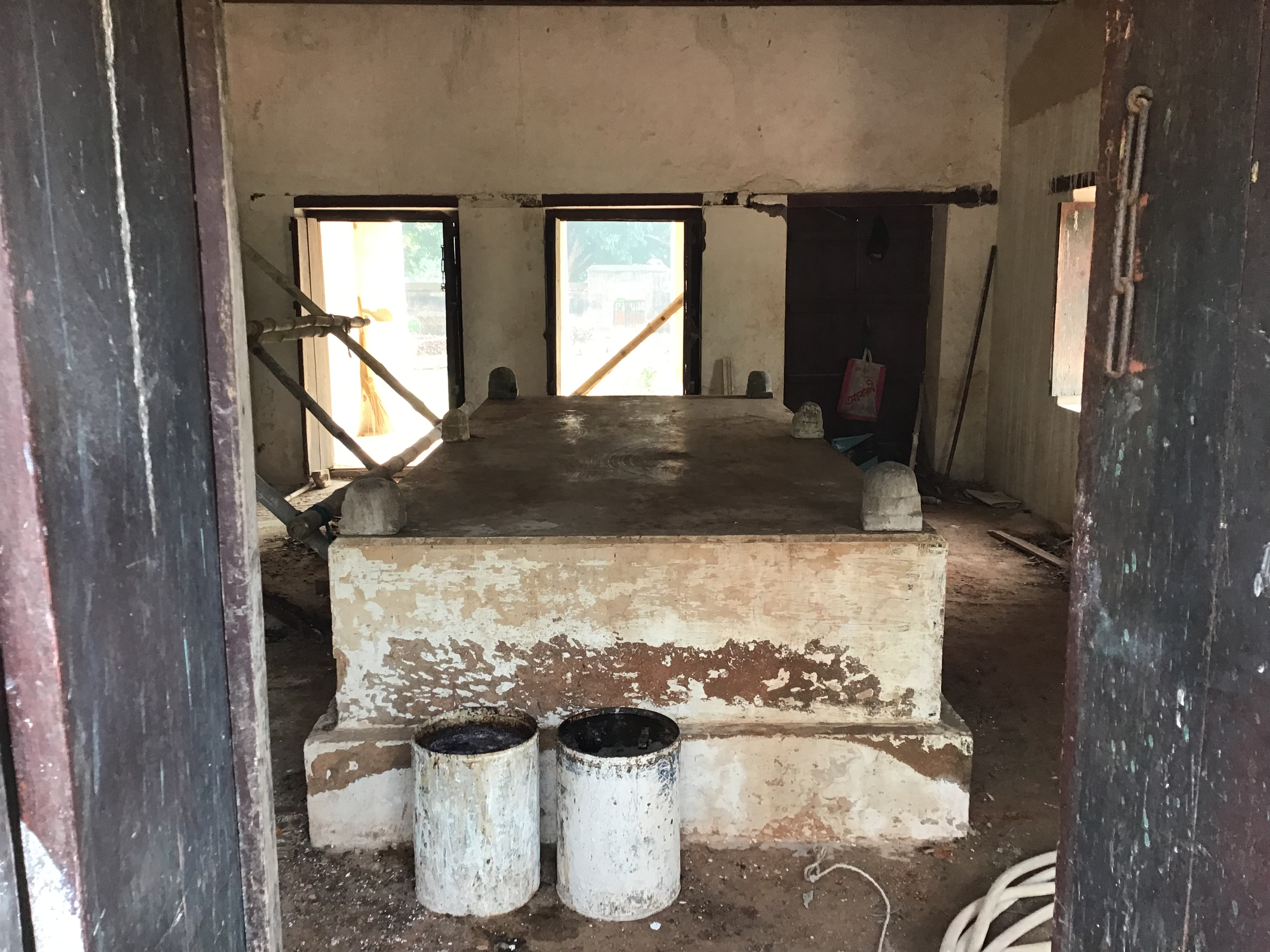
Могила Шуджи уд-Дина

Шуджа-уд-Дин запомнился как самый успешный наваб Бенгалии, который положил начало царствованию «редкого» процветания в Бенгалии в XVIII веке. У него был опыт и такт, чтобы справиться с огромным количеством обстоятельств, и он хорошо учился у Муршида Кули-хана. Он был твердым последователем ислама и внес большой вклад в обращение Бенгалии в ислам. Его семья была недавно обращена бенгальцами и ориями в ислам. Он был известен как проницательный, твердый, хорошо образованный и воспитанный человек.
Важно отметить, что Шуджа уд-Дин никогда не участвовал в военных конфликтах, но достаточно хорошо управлял своими ресурсами и людскими ресурсами, чтобы занять позицию, никогда не нападать. Он имел в своем распоряжении богатейшую провинцию страны, но у него были «проблемы», такие как Ауд, маратхи и слабый император Великих Моголов. Он предпочитал посылать «припасы» в Дели, а не войска, чтобы сражаться за слабеющую Империю Великих Моголов. Он советовал соблюдать осторожность, когда имел дело с Надир-шахом и принял подход «рки прочь», узнав, что Надир-шах выступил в поход из Персии на Дели. Однако он продолжал посылать часть своих доходов в Дели и, в отличие от наваба Ауда, держался подальше от придворных интриг в Красном форте. По иронии судьбы, Бенгалия пережила свой самый страшный голод и нищету столетием позже.

### Смерть и преемственность
Большое возмущение было вызвано в 1739 году приближением Надир-шаха. Шуджа уд-Дин заболел и, боясь смерти, отослал Дурдану Бегум и своего сына в Ориссу (Одише). Он также назначил старшего сына Сарфараз-хана своим наследником и преемником. Он также предписал Сарфараз-хану считать Хаджи Ахмеда, Алама Чанда и Джагата Сета своими советниками и следовать их советам во всех важных делах. Но Сарфараз-хан не питал к ним теплых чувств и обещал подчиниться приказам Шуджи уд-Дина, опасаясь оскорбить своего умирающего отца. Шуджа уд-Дин скончался 26 августа 1739 года в возрасте 68-69 лет, оставив после себя двух сыновей и двух дочерей. Он был похоронен в Рошнибаге в Муршидабаде. Шудже уд-Дин Мухаммад-хану наследовал его старший сын Сарфараз-хан (1739—1740). Его смерть совпала с вторжением в Северную Индию Надир-шаха.
В апреле 1740 года Аливарди-хан (командующий армией Сарфараз-хана) с помощью Джагат Сета и ряда других крупных землевладельцев сверг и убил Сарфараз-хана. Затем Аливарди-хан провозгласил себя следующим навабом Бенгалии.

## Браки и дети
- Зейнаб-ун-Ниса Бегум Сахиба, дочь первого наваба Бенгалии Муршида Кули-хана
- Азмат-ун-Ниса Бегум Сахиба (Зинат-ун-Ниса), старшая дочь Муршида Кули-хана, сестра предыдущей
- Дурдана Бегум Сахиба.

От трех жен у Шуджи уд-Дина Мухаммад-хана было два сына и две дочери:
- Мирза Асадулла-хан, Мотамад уль-Мульк, Ала уд-Даула, Сарфараз-хан (? — 1740), 3-й наваб Бенгалии (1739—1740), сын Зейнаб-ун-Нисы
- Мирза Мухаммад Таки-хан Бахадур, фаудждар Баласора (до 1727), наиб субадар Ориссы (1727—1734), сын Дурдан Бегум
- Нафисса Бегум Сахиба, муж — Сеид Реза-хан Бахадур (? — 1720), диван Бенгальской субы
- Дурдана Бегум Сахиба, муж — Наваб Муршид-хан Бахадур, Рустам Джанг (Мирза Лютфулла), наиб назим Дакки (1728—1734) и Ориссы (1734—1741).